# SISAS
SISAS - Società Italiana Serie Acetica Sintetica era una società italiana che operava nel settore chimico producendo acetilene da metano, acetaldeide, anidride ftalica e ftalati.

## Storia
La società viene fondata a Milano il 28 settembre 1947 da Giacomo Falciola per avviare la lavorazione artigianale dell'acetilene nello stabilimento di Rodano, che si completa pienamente nel 1953 grazie ad un accordo con BASF per la fabbricazione di tale sostanza attraverso il cracking da metano. Grazie a ciò SISAS raggiunse il primato nazionale nella realizzazione di acetilene ed entra anche nel settore della distribuzione dei prodotti chimici di base.
Nel 1959 stringe un accordo con Linde costituendo una joint venture attiva nel frazionamento dell'aria per la produzione e la commercializzazione di ossigeno ed azoto.
Nel 1977, a causa degli alti costi dell'energia elettrica viene decisa la riconversione della produzione in intermedi per materie plastiche.
Nel 1997 impiega 1500 dipendenti tra Italia e Belgio.
Nel 2000 la società entra in uno stato di profonda crisi dovuto a motivazioni di natura finanziaria legate ad investimenti fatti dal Gruppo in Belgio (600 miliardi di debiti contratti per un'operazione non andata a buon fine) e allo sfavorevole cambio euro/dollaro unito all'aumento del costo dei prodotti petroliferi. Aveva 1000 miliardi di debiti verso banche e 800 miliardi di fatturato. Un articolo del Corriere della Sera del 9 giugno 2007 a firma di Biagio Marsiglia e Barbara Sanaldi afferma che i dirigenti "sono ritenuti responsabili di aver dissipato il patrimonio sociale e distratto soldi alla Sisas con varie operazioni per un ammontare di oltre 300 miliardi di lire. Inoltre, sono accusati di non avere effettuato gli interventi di bonifica e messa in sicurezza dell'area di discarica, «così da determinare il deprezzamento dello stabilimento di Rodano»".
Infatti il proprietario dell'azienda è stato condannato a luglio 2010 in primo grado a 5 anni e 6 mesi di carcere con l'accusa di aver dissipato risorse societarie, compresi i fondi stanziati per la bonifica dell'area.
Il 18 aprile 2001 SISAS viene dichiarata fallita e posta in liquidazione dal Tribunale di Milano: i 290 lavoratori vengono così messi in cassa integrazione.

## Inquinamento ambientale e bonifica
Come riporta il Comune di Pioltello nel suo sito internet, nello stabilimento di Rodano che occupa una superficie di 330 000 metri quadrati sono state rilevate dispersioni di mercurio (catalizzatore dell'acetaldeide) nell'ambiente circostante, in aria (con l'inceneritore) e in acqua oltre che 290 000 tonnellate di rifiuti industriali (idrocarburi policiclici aromatici, residuo della produzione di colle e solventi contaminati con mercurio) di cui 50 000 di nerofumo, dovuti ai processi produttivi. Inoltre sono anche state individuate tracce di benzene a causa del raffreddamento delle acque di processo.
Già dal 1986 il Tribunale di Milano ha condannato SISAS alla bonifica delle discariche A,B, e C, ma la sentenza è stata disattesa e dunque è sfociata nell'apertura da parte della Commissione europea di una procedura di infrazione nei confronti dell'Italia nel 2002.
La condanna arriva nel 2004 e nel 2006 Bruxelles ha deciso di deferire l'Italia alla Corte di Giustizia Europea per non avere ancora bonificato, a distanza di anni, le tre discariche ritenute pericolose e illegali, culminata nel 2007 con la condanna dell'Italia al pagamento di pesanti sanzioni economiche per la violazione di Direttive UE riguardanti l'obbligo di autorizzazione delle discariche e l'obbligo alla prevenzione dei danni all'ambiente, all'atmosfera e alla salute umana.
A fine 2007 TR Estate Due S.r.l. (gruppo Zunino-Walde Ambiente, Giuseppe Grossi)  si è dichiarata disponibile a bonificare il sito, a rimuovere completamente la discarica “C” e tutti i materiali pericolosi e nocivi che saranno rinvenuti nelle discariche “A” e “B”.
Unica condizione alla quale è stato subordinato l'accordo è stata la cessione a titolo gratuito della proprietà del sito SISAS a TR Estate, per la costruzione di un centro commerciale, un albergo e degli uffici (attività produttive settore terziario).
Il 21 dicembre 2007 è stato sottoscritto un Accordo di Programma da 120 milioni di euro (poi saliti a 164, ma erogati dalla Regione solo 32 milioni) tra tutti gli Enti Pubblici interessati (Ministero dell’Ambiente, Regione Lombardia, Provincia di Milano e Comuni di Pioltello e di Rodano) e TR Estate.
Il 24 giugno 2010, TR Estate decide unilateralmente di ritirarsi dall'AdP, accusando gli Enti pubblici di non aver rispettato la tempistica prevista per le autorizzazioni allo smaltimento dei rifiuti tossici. Ha impiegato 25 milioni di euro per questi due anni di attività e ha bonificato completamente la discarica C, asportando 35 000 tonnellate di scorie.
In conseguenza di quanto verificatosi, i primi giorni di settembre 2010, il Commissario Delegato su ordinanza della Presidenza del Consiglio dei ministri per la Bonifica del Sito Sisas ha indetto una gara concernente lo smaltimento dei rifiuti residui, vinta da Daneco Impianti per euro 36.8 milioni. I lavori dovrebbero terminare entro marzo 2011.
Per evitare la maximulta che l'Unione Europea ha inflitto all'Italia per la mancata applicazione della sentenza del 2004 di cui sopra, stanno operando sull'area da bonificare 100 camion al giorno che trasportano il nerofumo misto a terra in quattro discariche del Nord Italia, tra Novara e Vercelli, attrezzate per lo smaltimento.
Al 4 gennaio 2011, secondo il Comune di Pioltello, sono state finora smaltite circa 50 000 tonnellate di scorie, e rimarrebbero da smaltire 230 000 tonnellate di rifiuti tossici, comprese ancora le 50 000 tonnellate di nerofumo contaminate con il mercurio. A differenza di quello misto a terra, non è possibile smaltirlo in Italia in quanto non esistono discariche attrezzate al trattamento di rifiuti altamente tossici come quello contaminati dal mercurio: prima di essere spostate, dovranno essere stoccate sul posto all'interno di una tensostruttura di protezione, sigillate in appositi contenitori e spedite alla volta dei porti di Genova e Savona per il trasferimento all'estero.
Il 28 marzo 2011 viene ufficialmente annunciata la fine delle operazioni di bonifica dell'area: sono state rimosse 272.000 tonnellate di rifiuti, di cui 165.000 di nerofumo non pericoloso, 91.000 di rifiuti pericolosi (50 000 di nerofumo), 16.000 di materiali inerti: 10.000 i mezzi in uscita utilizzati, 340 container su 10 treni, 9 navi per uno smaltimento (le cui modalità sono state tuttavia criticate da Greenpeace) avvenuto in 28 impianti italiani e 3 europei.